# Цанга
Ца̀нга (на немски: Zange) е приспособление за захващане на цилиндрични или призматични предмети.
Цангите се изработват във вид на пружиниращи разрязани втулки.
Цангите намират приложение при производството на автоматични моливи, електрически съединители, анкерни болтове, като детайл на патронниците на металлорежещите и дървообработващите стругове – цангови патронници и т.н.